# Фиумалбо
Фиума̀лбо (на италиански: Fiumalbo, на местен диалект Fiumàlbo) е село и община в Северна Италия, провинция Модена, регион Емилия-Романя. Разположено е на 953 m надморска височина. Населението на общината е 1298 души (към 2012 г.).